# Carl Joseph Chwatal
Carl Joseph Chwatal (* 13. Januar 1811 in Rumburg, Böhmen; † 12. April 1887 in Merseburg, Provinz Sachsen) war ein deutscher Orgelbauer böhmischer Herkunft.

## Leben
Chwatal ist der Sohn des Orgelbauers Joseph Chwatal († 1836), der mit seiner Familie aus dem katholischen Böhmen ausgewandert war und sich um 1820 in Merseburg niedergelassen hatte. In der aufstrebenden preußischen Kreisstadt richtete er eine Orgelbauwerkstatt ein. Bereits frühzeitig lernte dort sein Sohn Carl Joseph Chwatal den Orgelbau, sodass er nach dem Tod des Vaters dessen Werkstatt übernehmen konnte. Die von ihm gebaute Orgel in Sylda war nach dem Urteil des ortsansässigen Kantors ein „halbvollendetes Kunstwerk“, sodass Chwatal 1855 einen großen Umbau auf Kosten der Syldaer Kirchgemeinde vornehmen musste.
Am 20. März 1850 meldete er ein Patent auf eine als neu und eigenthümlich anerkannte Anordnung der Traktur für Orgelwerke an.
Weitere Orgeln baute er für Kirchen im Umkreis von Merseburg, darunter für die Kirchen in Gleina (1867) und Lunstädt (1873).

## Söhne
Chwatals Söhne August Bernhard Chwatal und Carl Otto Chwatal wurden ebenfalls Orgelbauer: 1870 wurde der älteste Sohn Bernhard Chwatal (1844 Merseburg–1912 Merseburg) Teilhaber der Orgelbau-Werkstatt – nun als Unternehmen „Chwatal und Sohn“ – und schuf Orgelbauten im Merseburger Umland. Sohn Carl Otto Chwatal (1848–1902) machte sich 1884 in Merseburg selbstständig und spezialisierte sich auf die Produktion von Zulieferteilen.

## Familie
Sein Bruder war Franz Xaver Chwatal (* 19. Juni 1808 Rumburg/Böhmen; † 24. Juni 1879 Salzelmen), der Musikerzieher und Komponist war.

## Werk
Die Größe der Instrumente wird in der fünften Spalte durch die Anzahl der Manuale und die Anzahl der klingenden Register in der sechsten Spalte angezeigt. Ein großes „P“ steht für ein selbstständiges Pedal, ein kleines „p“ für ein angehängtes Pedal. Eine Kursivierung zeigt an, dass die betreffende Orgel nicht mehr bzw. nur noch das Gehäuse erhalten ist.
| Jahr      | Ort                | Gebäude                   | Bild\| | Manuale | Register | Bemerkungen |
| --------- | ------------------ | ------------------------- | ------ | ------- | -------- | --- |
| 1829      | Bad Lauchstädt     | Stadtkirche               |        | II/P    | 18       | bis Dezember 2013 durch Orgelwerkstatt Scheffler restauriert → Orgel |
| 1830      | Sylda              | Dorfkirche                |        |         |          | 1855 erneuter Umbau durch Chwatal; 1888 abgerissen für Neubau von Rühlmann |
| 1843      | Hohenziatz         | St. Stephanus             |        |         |          | [ 8 ] |
| 1849      | Magdeburg-Neustadt | Hospitalkirche            |        |         |          | Umbau der Orgel |
| 1858      | Esperstedt         | St. Petri                 |        |         |          | eventuell schon 1852 gebaut für Kirche in Jüdendorf; 2018 nach Esperstedt verbracht |
| 1867      | Gleina             | St. Trinitatis            |        | II/P    |          | [ 11 ] |
| 1871      | Roßbach            | St. Heinrich              |        |         |          | [ 12 ] |
| 1872      | Wittenberge        | Stadtkirche               |        |         |          | 1935 abgebaut |
| 1873      | Lunstädt           | St. Margarete             |        | II/P    | 13       | Teile der Orgel von 1775 verwendet → Orgel |
| 1880/1881 | Möllensdorf        | Dorfkirche                |        |         |          | ursprünglich in Mägdesprung |
| 1880      | Burgliebenau       | St. Philippus und Jacobus |        | I/P     | 6        | vollendet von Bernhard Chwatal → Orgel |
| 1882      | Weisen             | Dorfkirche                |        |         |          | restauriert 1995 durch Orgelbau Reinhard Hüfken |
| 1888      | Kirchfährendorf    |                           |        |         |          | vollendet von Bernhard Chwatal |
| 1890–1896 | Kreypau            | Dorfkirche                |        |         |          | gebaut von Bernhard Chwatal |
| 1892      | Legde              | Dorfkirche                |        | II/P    | 10       | gebaut von Bernhard Chwatal |
| 1905      | Merseburg          | St. Viti                  |        | II/P    | 18       | Bernhard Chwatal erneuerte das Instrument umfassend (zehn der jetzt 18 Register stammen von ihm) und stellte es auf pneumatische Traktur um, 2011 von Firma Scheffler aus Sieversdorf restauriertOrgel |
| 1912      | Zeuchfeld          | Dorfkirche                |        |         |          | gebaut von Bernhard Chwatal |